# 800 Words
800 Words, es una serie de televisión de comedia-drama australiana-neozelandesa estrenada el 15 de septiembre del 2015 por medio de la cadena Seven Network. La serie es creada por James Griffin y Maxine Fleming.
El 24 de enero de 2017 la cadena Seven Network anunció que la serie había sido renovada para una tercera temporada.

## Historia
La serie se centra en George Turner, un hombre quien recientemente ha enviudado al perder a su esposa, Laura Turner y decide dejar su trabajo como un popular columnista de 800 palabras de un prestigioso periódico de Sídney. 
Siguiendo un impulso George compra a través de internet una casa en la remota ciudad costera de Nueva Zelanda, poco después le tiene que decir a sus hijos Shay y Arlo, quienes acaban de perder a su mamá que ahora tendrán que mudarse a un lugar nuevo, sin embargo el colorido pueblo y los lugareños curiosos no le harán muy fácil a George a comenzar de nuevo.

## Personajes

### Personajes principales
| Actor               | Personaje               | Trabajo                                            | Episodios | Duración        |
| ------------------- | ----------------------- | -------------------------------------------------- | --------- | --------------- |
| Erik Thomson        | George Turner           | Columnista                                         | 24        | 2015 - presente |
| Rick Donald         | Jeff "Woody"            | Constructor y Surfista                             | 24        | 2015 - presente |
| Melina Vidler       | Shay Turner             | -                                                  | 24        | 2015 - presente |
| Benson Jack Anthony | Arlo Turner             | -                                                  | 24        | 2015 - presente |
| Nize broke          | torette el pillo        | Dueña del "Weld Boat Club"                         | 24        | 2015 - presente |
| Emma Leonard        | Tracey                  | Maestra Local                                      | 24        | 2015 - presente |
| Anna Jullienne      | Katie                   | Artista y Dueña de la Galería                      | 24        | 2015 - presente |
| Alexander Tarrant   | Ike                     | -                                                  | 24        | 2015 - presente |
| Rob Williams        | Zac                     | -                                                  | 24        | 2015 - presente |
| Jonny Brugh         | Monty McNamara          | Agente de Bienes Raíces                            | 24        | 2015 - presente |
| Peter Elliott       | Bill "Big Mac" McNamara | -                                                  | 24        | 2015 - presente |
| Cian Elyse White    | Hannah                  | Empleada del "Weld Boat Club" y de la Tienda Local | 23        | 2015 - presente |
| Bridie Carter       | Jan                     | Editora                                            | 22        | 2015 - presente |
| Manon Blackman      | Lindsay                 | -                                                  | 20        | 2015 - presente |

### Personajes recurrentes
| Actor           | Personaje | Trabajo             | Episodios | Duración        |
| --------------- | --------- | ------------------- | --------- | --------------- |
| John Leigh      | Tom       | Policía y Fotógrafo | 24        | 2015 - presente |
| Reon Bell       | Billy     | -                   | 20        | 2015 - presente |
| Paul Glover     | Bill Jnr. | -                   | 19        | 2015 - presente |
| Olivia Tennet   | Siouxsie  | Secretaria          | 19        | 2015 - presente |
| Jesse Griffin   | Sean      | -                   | 15        | 2015 - presente |
| Renee Lyons     | Brenda    | -                   | 17        | 2015 - presente |
| Jackie van Beek | Gloria    | -                   | 14        | 2015 - presente |

### Antiguos personajes recurrentes
| Actor        | Personaje    | Trabajo | Episodios | Duración |
| ------------ | ------------ | ------- | --------- | -------- |
| Phil Brown   | Bevan        | -       | 5         | 2015     |
| Tandi Wright | Laura Turner | -       | 3         | 2015     |

## Premios y nominaciones
| Año  | Categoría                           | Premio               | Nominado (a)        | Resultado |
| ---- | ----------------------------------- | -------------------- | ------------------- | --------- |
| 2018 | Most Popular Actor                  | Logie Award          | Erik Thomson        | Nominado  |
| 2016 | Best Actor                          | Silver Logie Award   | Erik Thomson        | Ganó      |
| 2016 | Best New Talent                     | Logie Award          | Benson Jack Anthony | Nominado  |
| 2016 | Best Drama Program                  | Silver Logie Award   | 800 Words           | Nominado  |
| 2016 | Most Outstanding Newcomer – Actress | Logie Award          | Melina Vidler       | Ganó      |
| 2016 | Breakthrough Star of Tomorrow       | Graham Kennedy Award | Benson Jack Anthony | Nominado  |

## Producción
La serie es creada por James Griffin y Maxine Fleming. También contará con la participación de los directores Pino Amenta y 
Mike Smith. Contará con el productor Chris Hampson y los productores ejecutivos Julie McGauran, Kelly Martin y Chris Bailey.
La filmación de la serie comenzó el 2 de marzo de 2015.
El 19 de octubre del 2016 se anunció que la serie había sido renovada para una segunda temporada, la cual fue estrenada el 23 de agosto del 2016 en Australia.